# 신흠
신흠(申欽, 1566년 ∼ 1628년)은 조선 후기의 문신이다. 자는 경숙(敬叔), 호는 현헌(玄軒)·상촌(象村)·현옹(玄翁)·방옹(放翁), 시호는 문정(文貞), 본관은 평산이다.

## 생애
선조 때 문과에 급제하여 학유ᆞ감찰ᆞ병조좌랑, 봉교, 양재도찰방 등을 지냈다. 임진왜란 때에 삼도 순변사 신립을 따라 조령 전투에 참가했으나, 신립이 패하자 강화에 들어갔다가 체찰사 정철의 종사관이 되었다. 이후 도승지, 병조참판, 부제학, 대사성을 거쳐 한때 명나라에 다녀오기도 했다. 동지성균관사, 예문관 대제학을 지내고 1608년, 한성부판윤, 병조판서, 예조판서를 거쳐 경기도관찰사에 이어 지의금부사와 대사헌을 지내다 숭정대부가 되고 동지경연사가 되었다. 광해군이 즉위하자 대사헌으로서 세자 책봉 주청사가 되었고 선조로부터 영창대군을 보필하라고 부탁 받은 7대신 중의 한 사람으로, 1608년(광해군 즉위) 유영경의 옥사 직후 정운원종공신 1등(定運功臣一等)에 책록되었다. 1613년 계축옥사 때에 유배되었다.
1614년(광해군 6년) 8월 27일 위성원종공신 1등(衛聖原從功臣)에 책록되었다.
인조반정 후 다시 등용되어 이조판서와 대제학을 거쳐 우의정을 지냈으며(1623.7.29-1626.9.24), 정묘호란 때 좌의정(1627.1.18-9.4)으로서 세자를 모시고 전주에 피난갔다가 돌아와서 영의정이 되었다(1627.9.4-1628.6.29). 1628년(인조 6) 유효립에 난 진압을 도운 공로로 영사원종공신 1등(寧社原從功臣一等)에 책록되었다.harkping.top.com.go.kr

## 사후
《신흠 묘역 및 신도비》는 경기도 광주시 퇴촌면 영동리에 있다. 부인 전의 이씨와의 합장묘이며, 묘역 주위는 낮은 구릉으로 둘러 싸여 있다. 봉분 앞에는 묘비·상석(床石:제사지낼 때 음식을 차려 놓도록 무덤 앞에 마련한 돌)·향로석 등의 석물이 잘 갖추어져 있다. 상석 앞에는 장명등(長明燈:무덤 앞에 있는 돌로 만든 등)이 있고 그 좌우에는 망주석(望柱石:멀리서도 무덤이 있음을 알려주는 돌기둥)과 문인석이 있다. 묘비는 인조 6년(1628)에 세운 것으로 그가 손수 지은 비문이 새겨져 있고, 묘역의 동남쪽에는 신도비(神道碑:왕이나 고관 등의 평생 업적을 기리기 위해 무덤가에 세우던 비)가 세워져 있다. 1994년 4월 20일 경기도의 기념물 제145호로 지정되었다.

## 가계
- 조부 : 신영(申瑛)
  - 아버지 : 신승서(申承緖, 1531 ~ 1572)
  - 어머니 : 은진 송씨(1532 ~ 1572) - 송인수의 딸
  - 장인 : 이제신(李濟臣)
  - 장모 : 상덕록(尙德祿, 1538 ~ ?) - 상진(尙震)의 아들 상붕남(尙鵬南)의 딸
    - 부인 : 전의 이씨
      - 장남 : 신익성(申翊聖, 1588 ~ 1644)
      - 며느리 : 정숙옹주 - 선조의 3녀
        - 손녀 : 신혜순(申惠順, 1604 ~ 조졸)
        - 손녀 : 신경강(申敬康, 1606 ~ 1649)
        - 손자 : 신면(申冕, 1607 ~ 1652)
        - 손자 : 신변(申昪, 1610 ~ 1664)
        - 손자 : 신경(申炅, 1613 ~ 1664)
        - 손녀 : 신순강(申順康, 1615 ~ ?)
        - 손녀 : 신지강(申止康, 1617 ~ 1667) - 김석주의 모친
        - 손자 : 신최(申最, 1619 ~ 1658)
        - 손자 : 신향(申晑, 1623 ~ 1642)

      - 차남 : 신익전(申翊全, 1605 ~ 1660)
      - 며느리 : 조수임(趙壽任) - 조창원의 장녀이자 장렬왕후의 언니
        - 손자 : 신정(申晸)
        - 손녀 : 영풍군부인 신씨 - 인조의 5남 숭선군의 정부인
        - 손녀 : 윤지빈의 처

      - 장녀 : 박호의 처
      - 차녀 : 장렬왕후의 숙부 양주 조씨 조계원(趙啓遠)에게 출가
      - 3녀 : 반남 박씨 박의(朴漪)의 처
        - 외손자 : 박세채(朴世采, 1631 ~ 1695)

      - 4녀 : 민회빈 강씨의 오빠 금천 강씨 강문성(姜文星)의 처
      - 5녀 : 이욱(李旭)의 처

## 평가
당대 일류의 문장가 이정구, 장유, 이식과 더불어 조선 중기 4대 문장가인 월상계택(月象谿澤) 4대가이자 조선 중기 한문학의 태두로 일컬어진다.

## 저서
- 《상촌집》
- 《산중독언》
- 《야언구정록》

## 관련 문화재
- 공주 쌍수정 사적비 - 충청남도 유형문화재 제35호